# Tour de Hongrie
Tour de Hongrie je závod v silniční cyklistice pořádaný od roku 1925 v Maďarsku. Dnes jedna z etap UCI Europe Tour.

## Vítězové
- 1925:	 Károly Jerzsabek (HUN), MTK
- 1926:	 László Vida (HUN), BTC
- 1927:	 László Vida (HUN), BTC
- 1928: nekonalo se
- 1929:	 Oscar Tirbach (GER), německý národní tým
- 1930:	 Vasco Bergamaschi (ITA), italský národní tým
- 1931:	 István Liszkai (HUN), BSE
- 1932:	 József Vitéz (HUN), Nyomdász TE
- 1933:	 Kurt Stettler (SUI), švýcarský národní tým
- 1934:	 Károly Szenes (HUN), MTK
- 1935:	 Károly Németh (HUN), BSE
- 1936: nekonalo se
- 1937:	 Anton Strakati (AUT), rakouský národní tým
- 1938—1941: nekonalo se
- 1942:	 Ferenc Barvik (HUN), FTC
- 1943:	 István Liszkai (HUN), Törekvés
- 1944—1948: nekonalo se
- 1949:	 André Labeylie (FRA), francouzský národní tým
- 1950—1952: nekonalo se
- 1953:	 József Kis-Dala (HUN), Újpesti Dózsa
- 1954: nekonalo se
- 1955:	 Győző Török (HUN), Bp. Honvéd
- 1956:	 Győző Török (HUN), Bp. Honvéd
- 1957—1961: nekonalo se
- 1962:	 Adolf Christian (AUT), rakouský národní tým
- 1963:	 András Mészáros (HUN), Újpesti Dózsa
- 1964:	 Ferenc Stámusz (HUN), Újpesti Dózsa
- 1965:	 László Mahó (HUN), Csepel SC
- 1966—1992: nekonalo se
- 1993:	 Jens Dittmann (GER), Thüringia
- 1994:	 Wolfgang Kotzmann (AUT)
- 1995:	 Sergej Ivanov (RUS)	Lada-Samara
- 1996:	 Andrej Tolomanov (UKR),
- 1997:	 Zoltán Bebtó (HUN), Stollwerck–FTC
- 1998:	 Aleksandr Rotar (UKR), Torov Kir
- 1999—2000: nekonalo se
- 2001:	 Mikoš Rnjaković (Svazová republika Jugoslávie), Spartak Subotica
- 2002:	 Zoltán Vanik (HUN), Postás-Matáv
- 2003:	 Zoltán Remák (SVK), P Nívó-Betonexpressz-FTC
- 2004:	 Zoltán Remák (SVK), Podbrezová
- 2005:	 Tamás Lengyel (HUN), P-Nívó-Betonexpressz
- 2006:  Martin Riska (SVK), PSK Whirlpool–Hradec Králové
- 2007:	 Andrew Bradley (AUT), Team Swiag
- 2008:	 Hans Bloks (NED), Cycling Team Jo Piels
- 2009—2014: nekonalo se[2]
- 2015:	 Tom Thill (LUX), Differdange–Losch
- 2016:	 Mihkel Räim (EST), Cycling Academy
- 2017:	 Daniel Jaramillo (COL), UnitedHealthcare
- 2018:  Manuel Beletti (ITA), Androni Giocattoli–Sidermec
- 2019:  Krists Neilands (LAT), Israel Cycling Academy[3]
- 2020:  Attila Valter (HUN), CCC Team
- 2021:  Damien Howson (AUS), Team BikeExchange
- 2022:  Eddie Dunbar (IRL), Ineos Grenadiers
- 2023:  Marc Hirschi (SUI), UAE Team Emirates
- 2024:  Thibau Nys (BEL), Lidl–Trek
- 2025:  Harold Martín López (ECU), XDS Astana Team